# 毛小頜海龍
毛小頜海龍（学名：Micrognathus crinitus），為輻鰭魚綱棘背魚目海龍魚科的其中一種，分布於西大西洋區，包括加勒比海、墨西哥灣等海域，棲息深度1-21公尺，體長可達15公分，棲息在碎礁石的海床，卵胎生。
其种加词“Crinitus”意为“多毛的”。